# 夏斯季耶灣

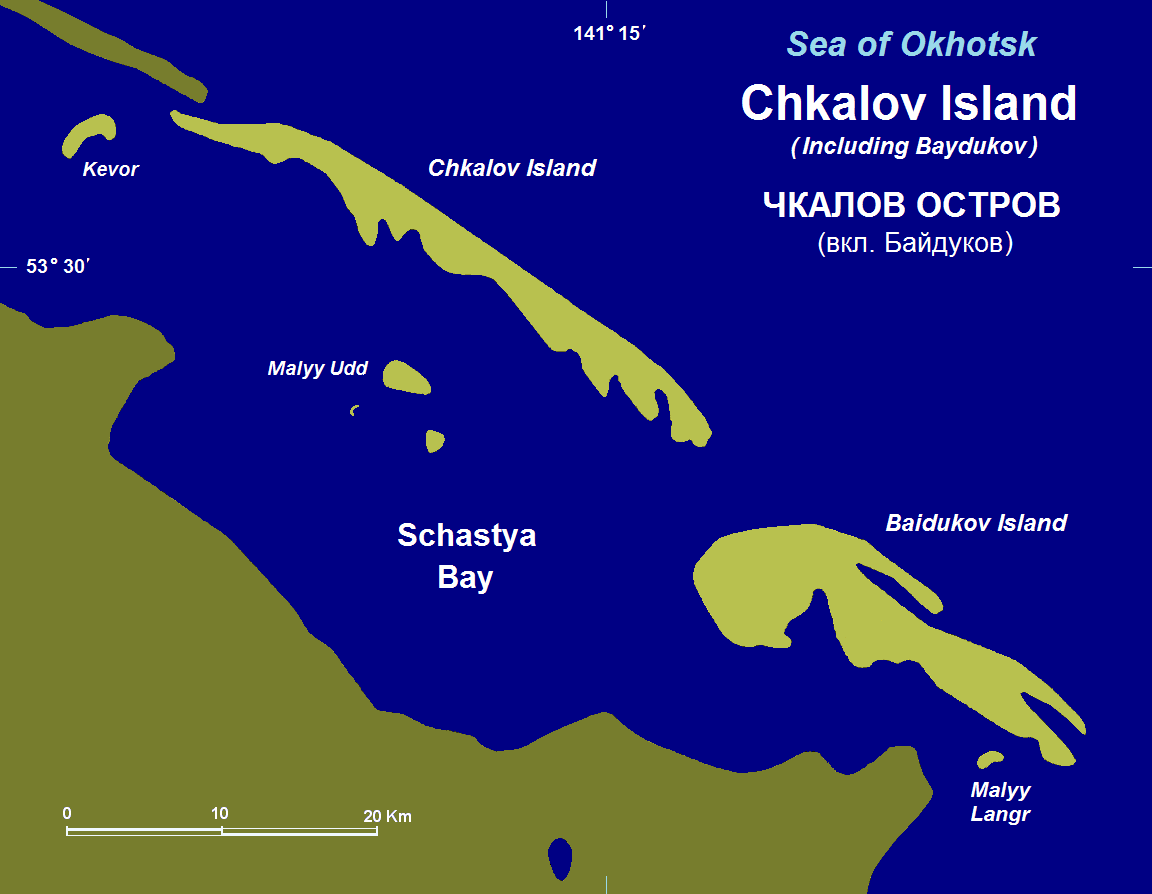

夏斯季耶灣是俄羅斯的海灣，由哈巴羅夫斯克邊疆區負責管轄，長40公里、寬7公里，最大水深3米，是虎頭海雕、普通燕鷗、普通燕鷗等多種水鳥的棲息地。

## 外部連結
- Khabarovsk Krai[永久]

53°24′N 141°08′E / 53.400°N 141.133°E